# Francisco Madero
Francisco Indalesio Madero González (ur. 30 października 1873 w San Pedro, zm. 22 lutego 1913 w mieście Meksyk) – meksykański polityk. Prezydent Meksyku w latach 1911–1913.

## Życiorys
Urodził się w San Pedro w stanie Coahuila, w jednej z najbogatszych rodzin w Meksyku. Jego przodkowie wywodzili się z Portugalii. Kształcił się w Stanach Zjednoczonych, także na Uniwersytecie Kalifornijskim w Berkeley. W tym czasie przyjął hinduizm, został wegetarianinem i abstynentem. Zajmował się też homeopatią.
Madero był jednym z liderów opozycji przeciwko dyktaturze Porfirio Díaza – założył partię Nacional Antirreleccionista. Za działalność polityczną został aresztowany. Po uwolnieniu z więzienia uciekł do San Antonio w Teksasie. W manifeście politycznym Plan San Luís Potosí, nawoływał do wybuchu powstania przeciw dyktaturze Porfirio Díaza oraz odzyskania przez meksykańskich Indian ziemi zawłaszczonej przez wielkich właścicieli ziemskich. Jego słowa początkowo spotkały się z nikłym odzewem, jednak stopniowo zyskiwał zwolenników, wśród których byli i rewolucjoniści Emiliano Zapata i Pancho Villa. W 1911 Diaz został zmuszony do ustąpienia ze stanowiska i udał się na wygnanie, a Madero wybrano prezydentem Meksyku.
Jako prezydent nie był w stanie poradzić sobie z konfliktem interesów, jaki zaistniał między popierającymi go grupami społecznymi. Pierwsi zbuntowali się chłopi, niektóre jego reformy i posunięcia nie podobały się także w kręgach wojskowych. 18 lutego 1913 został obalony przez Victoriano Huertę, cztery dni później zamordowano go na jego rozkaz. 

## Upamiętnienie
Jego wizerunek umieszczony był na licznych meksykańskich monetach w tym na:
- srebrnej monecie okolicznościowej o nominale 10 peso wybitej w 1960 roku z okazji 150. rocznicy wojny o niepodległość Meksyku[2];
- obiegowej monecie o nominale 20 centavo bitej w latach 1974-1983[3];
- srebrnej monecie kolekcjonerskiej o nominale 500 peso oraz okolicznościowej monecie o nominale 200 peso wybitych w 1985 roku z okazji 75. rocznicy wybuchu rewolucji meksykańskiej[4][5];
- obiegowej monecie o nominale 500 peso bitej w latach 1986-1992[6];
- okolicznościowej monecie o nominale 5 peso wybitej w 2010 roku z okazji dwusetnej rocznicy niepodległości Meksyku[7].